# Mief! (Nimm mich jetzt, auch wenn ich stinke!)
Mief! (Nimm mich jetzt, auch wenn ich stinke!) ist ein Lied des deutschen Duos Die Doofen aus dem Jahr 1995. Es erschien auf ihrem zweiten Studioalbum Lieder, die die Welt nicht braucht und avancierte als Single zum Nummer-eins-Hit.

## Hintergrund
Das Lied wurde von den Interpreten selbst, den beiden Doofen-Mitgliedern Wigald Boning und Olli Dittrich, geschrieben beziehungsweise komponiert. Diese zeichneten auch, zusammen mit Jeopard, für die Produktion verantwortlich.
Die Erstveröffentlichung von Mief! (Nimm mich jetzt, auch wenn ich stinke!) erfolgte am 3. April 1995 durch Ariola als Teil von Lieder, die die Welt nicht braucht, dem zweiten Studioalbum der Doofen. Einen Monat später erschien das Lied als Single durch das Musiklabel Sing Sing Records am 3. Mai 1995. Diese wurde als CD-Maxi-Single mit vier Versionen des Liedes veröffentlicht.

## Inhalt
Inhaltlich geht es um das lyrische Ich, das sein Gegenüber auffordert, mit ihm zu gehen, auch wenn er „miefe wie ein Aal“. Es macht ihm außerdem begreifbar, dass an der nächsten Lampe bereits die nächste Schlampe stehe.

## Rezeption

### Charts und Chartplatzierungen
| ChartsChartplatzierungen | Höchstplatzierung | Wochen |
| ------------------------ | ----------------- | ------ |
| Deutschland (GfK)        | 1 (19 Wo.)        | 19     |
| Österreich (Ö3)          | 2 (16 Wo.)        | 16     |
| Schweiz (IFPI)           | 9 (12 Wo.)        | 12     |

| ChartsJahrescharts (1995) | Platzierung |
| ------------------------- | ----------- |
| Deutschland (GfK)         | 28          |
| Österreich (Ö3)           | 19          |

### Auszeichnungen für Musikverkäufe
| Land/Region        | Auszeichnungen für Musikverkäufe (Land/Region, Auszeichnung, Verkäufe) | Verkäufe |
| ------------------ | ---------------------------------------------------------------------- | -------- |
| Deutschland (BVMI) | Gold                                                                   | 250.000  |
| Insgesamt          | 1× Gold ·                                                              | 250.000  |

## Coverversionen (Auswahl)
- 1995: Die Schlümpfe – Satt (Album: Megaparty – Vol. 2).[8]